# Yaki udon
Yaki udon (焼きうどん), literalment «udon fregit», és un plat japonès que consisteix en fideus xinesos udon blancs, gruixuts i suaus barrejats amb una salsa de base de soia, carn (normalment porc) i verdures, cuinats amb la tècnica stir frying. És semblant al yakisoba, que està fet amb una tècnica similar però fent servir fideus de blat d'estil ramen.